# Kazanlak

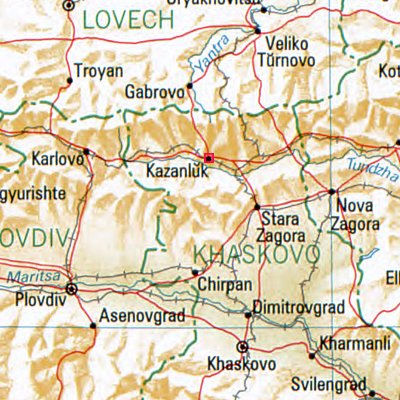
Kazanlak a okolí. Na silnici z Kazanlaku do Gabrova leží obec Šipka

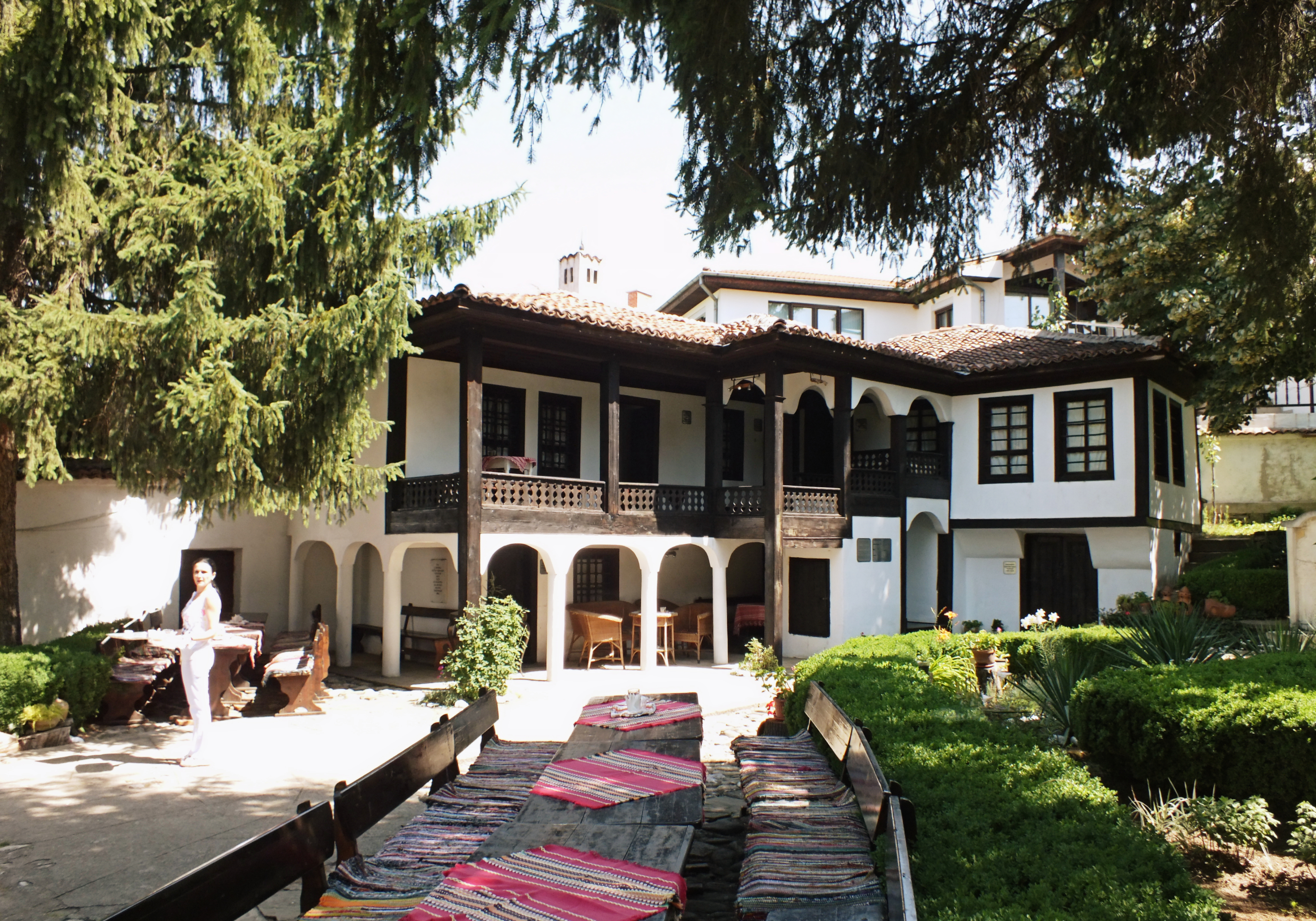
Etnografický komplex Kulata

Kazanlak (dříve Kazanlik, přesnou transkripcí Kazanlăk, bulharsky Казанлък) je město v Bulharsku, v Růžovém údolí (bulh. Розова долина) severně od Staré Zagory mezi pohořími Stara planina a Sredna gora. Má 48 551 obyvatel (stav 2024) a je střediskem výroby obráběcích strojů, textilu a hudebních nástrojů a je také městem růží a výrobků z růžového oleje.

## Historie
Kazanlak byl založen kolem roku 1300 jako strategická obrana průsmyku Šipka a je dnes největším městem v Růžovém údolí. Za rusko-turecké války (1877-1878) byl významným bojištěm. Je dávno znám výrobou růžového oleje a je zde institut pro pěstování rostlin a získávání éterických olejů.

## Pamětihodnosti
Na severovýchodním okraji města je slavná Thrácká hrobka v Kazanlaku, v níž byl patrně ve 4. století pohřben neznámý kníže. Tvoří ji předsíň, chodba a kopulí zaklenutá komora s krásnými freskami. Byla objevena během 2. svět. války při budování protileteckého krytu. Je součástí Světového dědictví UNESCO.
Původní hrobka není veřejnosti přístupná, protože by mimořádně cenná památka mohla být poškozena. Ale ve vzdálenosti ca 100 m je v vybudována věrná kopie, která je běžně přístupná.
Na sever od města vede silnice do obce Šipka, kde je muzeum růží a kostel na památku ruských vojáků a bulharských dobrovolníků, padlých v rusko-turecké válce.
Jihovýchodně od Kazanluku u řeky Tundžy jsou Čanakčijské termálni lázně. Asi 5 km západně od města bylo starověké město Seuthopolis.

### Partnerská města
- Cremona, Itálie
- Alexandrie, Egypt
- Fukujama, Japonsko
- Kočani, Severní Makedonie
- Les Gras, Francie
- Luxor, Egypt
- Nagykanizsa, Maďarsko
- Saint-Herblain, Francie
- Munakata, Japonsko
- Târgoviște, Rumunsko
- Toljatti , Rusko
- Veria, Řecko